# Акидауана (микрорегион)

Акидауана на карте.

Акидауана (порт. Microrregião de Aquidauana) — микрорегион в Бразилии, входит в штат Мату-Гросу-ду-Сул. Составная часть мезорегиона Пантанайс-Сул-Мату-Гроссенсис. Население составляет 105 407 человек (на 2010 год). Площадь — 27 734,044	км². Плотность населения — 3,80 чел./км².

## Демография
Согласно сведениям, собранным в ходе переписи 2010 г. Национальным институтом географии и статистики (IBGE), население микрорегиона составляет:						
| Полное население                             | Полное население                             | Полное население                             | Полное население                             | 105 407 |
| -------------------------------------------- | -------------------------------------------- | -------------------------------------------- | -------------------------------------------- | ------- |
| в том числе:                                 | Городское население                          | 75 872                                       | Процент городского населения, %              | 71,98   |
|                                              | Сельское население                           | 29 535                                       | Процент сельского населения, %               | 28,02   |
|                                              | Мужское население                            | 53 514                                       | Процент мужского населения, %                | 50,77   |
|                                              | Женское население                            | 51 893                                       | Процент женского населения, %                | 49,23   |
| Плотность населения, чел/км²                 | Плотность населения, чел/км²                 | Плотность населения, чел/км²                 | Плотность населения, чел/км²                 | 3,80    |
| Население микрорегиона в % к населению штата | Население микрорегиона в % к населению штата | Население микрорегиона в % к населению штата | Население микрорегиона в % к населению штата | 4,30    |

## Статистика
- Валовой внутренний продукт на 2003 год составлял 585 124 761,00 реалов (данные: Бразильский институт географии и статистики).
- Валовой внутренний продукт на душу населения на 2003 год составлял 5718,75 реалов (данные: Бразильский институт географии и статистики).
- Индекс развития человеческого потенциала на 2000 год составлял 0,735 (данные: Программа развития ООН).

## Состав микрорегиона
В составе микрорегиона включены следующие муниципалитеты:
1. Анастасиу
2. Акидауана
3. Дойс-Ирманс-ду-Бурити
4. Миранда